# 楊元
楊 元（よう げん、? - 万暦26年8月17日（1598年9月17日））は、明代の武将。万暦朝鮮の役（文禄・慶長の役）に参戦した。

## 略歴
万暦20年（1592年）、第一次朝鮮の役（文禄の役）では、総兵李如松の配下で副総兵として2000人を率いて来援し、左協大将として約11,000人を指揮して平壌城の戦いに功があり、続く碧蹄館の戦いでも李如松を救う活躍をした。
第二次朝鮮の役（慶長の役）が始まると、万暦25年（1597年）5月8日に遼東の騎兵3,000を率いて朝鮮に再来援すると、総兵麻貴の指揮下に入り、6月18日から全羅道南原城に赴任し、城の防備強化に努めた。8月13日からの南原城の戦いが始まると日本の左軍の攻撃を受け、孤立無援の中で籠城戦を戦ったが落城した。このとき16日に楊元は僅かな家丁と共に脱出したが、敗戦の罪を問われ明軍の手によって翌万暦26年（1598年）8月17日に処刑された。同年10月8日にはその首級が漢城の南大門に晒された。朝鮮王朝では平壌奪回の功により平壌西門外の武烈廟に画像を奉安し、三大将の一人として祀った。